# Zato L3

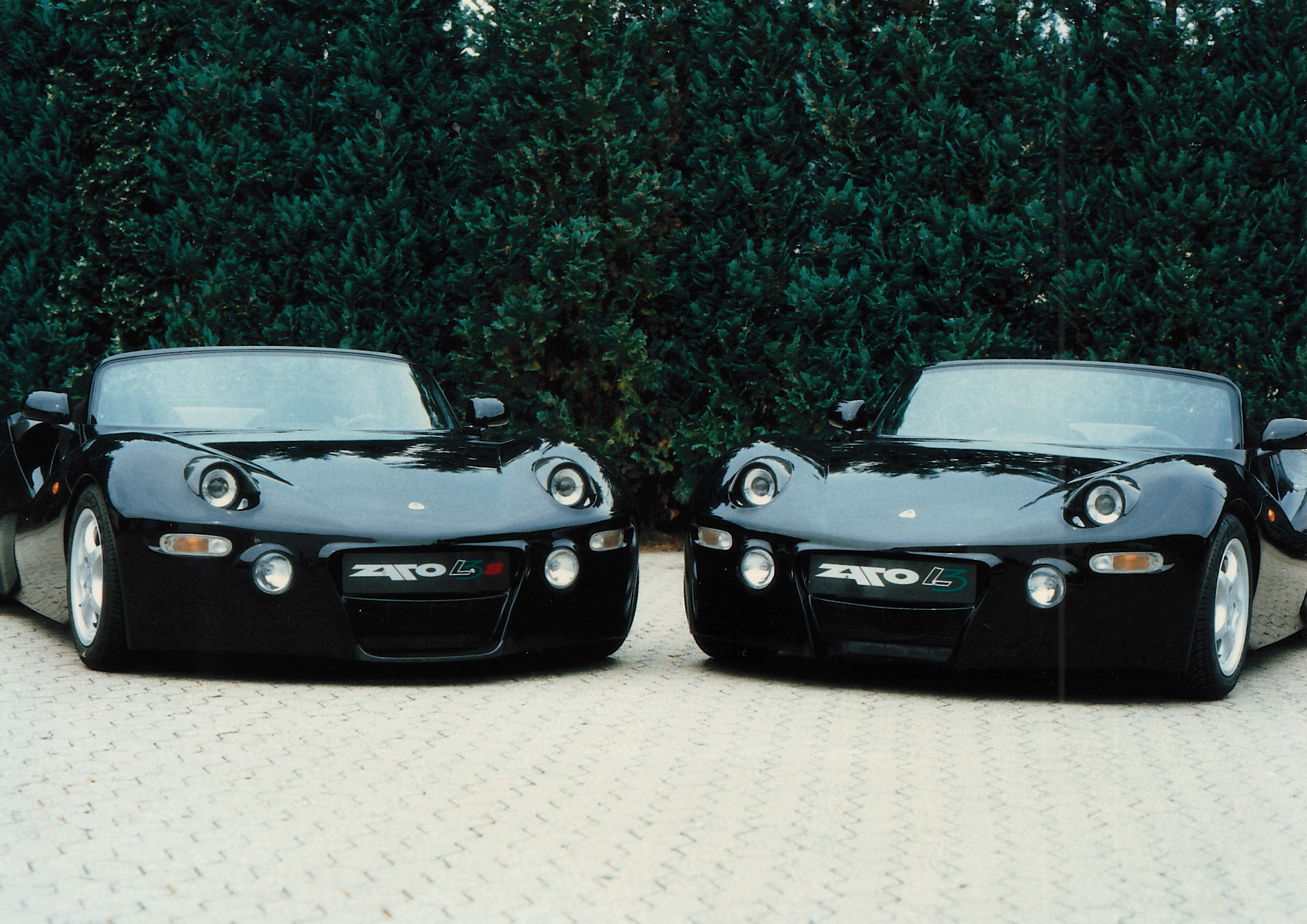
Zato L3 und Zato L3s

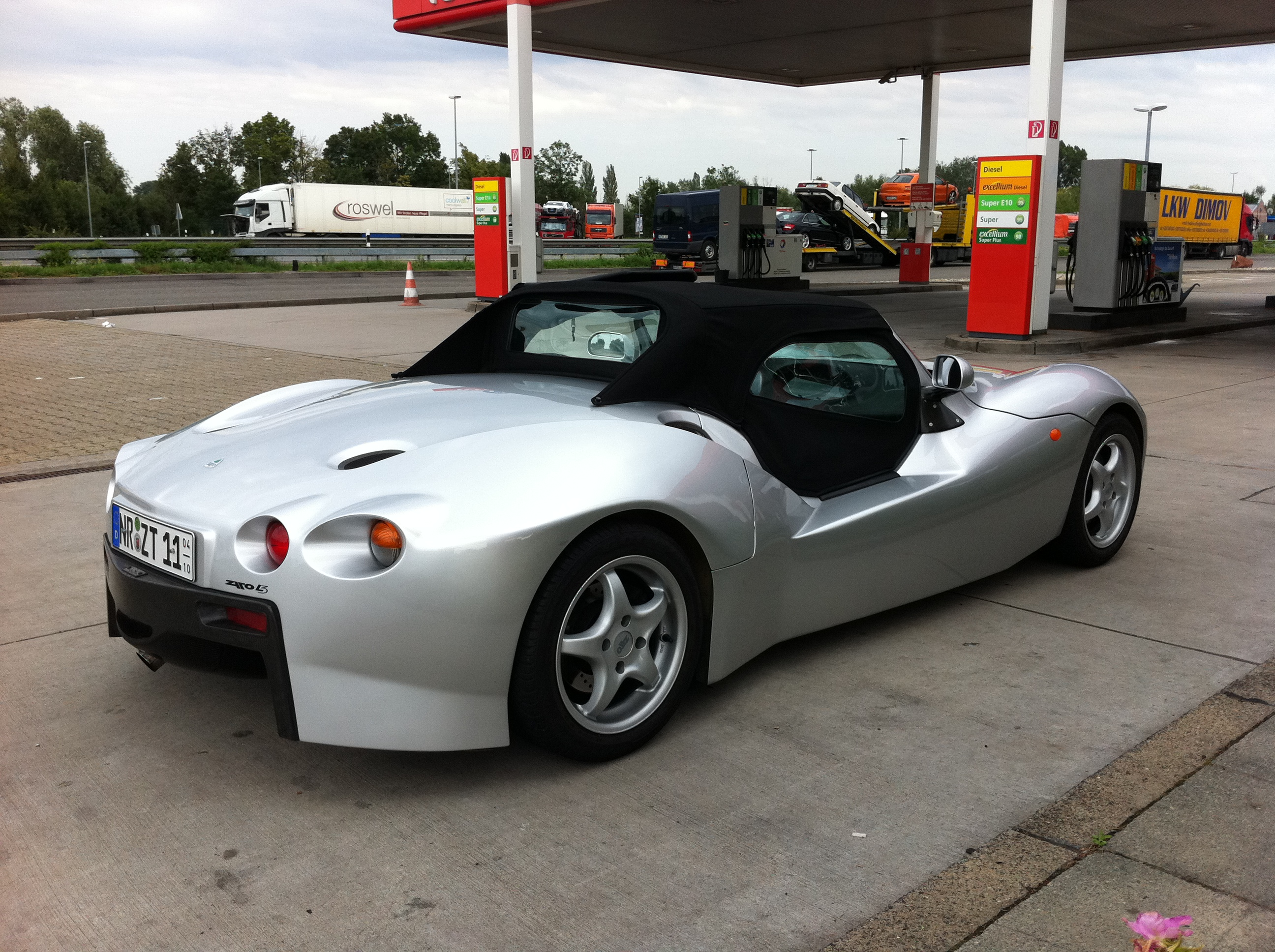
Das Zato-L3-Heck

Der Zato L3 sowie das davon abgeleitete Sportmodell Zato L3s sind Sportwagen des ehemaligen deutschen Automobilherstellers Zato Fahrzeugentwicklungs-GmbH aus Niederbreitbach.  Die Bezeichnung L3 steht für den geringen Verbrauch von „3 Litern“ auf 100 km, (der ermittelte und protokollierte Verbrauch lag „im Drittelmix“ bei 3,4 l). Insgesamt entstanden 8 Exemplare, komplett aufgebaut wurden davon 7 Fahrzeuge.

## Entstehungsgeschichte
1994 begann die Entwicklung. Das erste Fahrzeug wurde am 30. Juli 1996 vorgestellt. 1998 ergänzte das Sportmodell L3s das Angebot. Bereits Ende 1998 endete die Produktion.
Dirk Krämer, Gründer von Zato Fahrzeugentwicklung, entwickelte das Konzept für das Fahrzeug. Konstruiert wurde der L3 von Armin Plietsch und das Design stammt von James Kelly. SGL Carbon AG unterstützte das Projekt im Rahmen einer Sponsorschaft finanziell und lieferte auch das Material für den L3.

## Fahrzeugeigenschaften

### Fahrgestell und Karosserie
Das Monocoque-Fahrgestell besteht aus Carbon. Die Struktur aus Chassis, Front- und Hecksegment wiegt nur 60 kg. Der Motor ist als Mittelmotor in der Fahrzeugmitte hinter dem Cockpit montiert. Die offene Roadster-Karosserie bietet Platz für zwei Personen. Der Zato L3s unterscheidet sich optisch über eine Spoilerlippe an der Front, andere Lufteinlässe in der Motorhaube und Doppelendrohre am Abgassystem vom Basismodell.

### Motor und Antriebsstrang
Das Fahrzeug wird von einem Vierzylinder-Dieselmotor aus dem Audi A4 (Typ 8D) angetrieben. Der Motor hat 1896 cm³ Hubraum, Direkteinspritzung mit Verteilereinspritzpumpe sowie Turboaufladung mit Ladeluftkühlung. Die Leistung des Motors beträgt 66 kW (90 PS) bei 4000/min, er liefert ein maximales Drehmoment von 202 Nm bei 2200/min. Darüber hinaus wurde die Abregeldrehzahl im Vergleich zum Audi A4 (Typ 8D) erhöht. Die Antriebsleistung wird über das Fünfgang-Schaltgetriebe des Audi A4 (Typ 8D) an die Hinterräder geleitet. Für die Abgasreinigung ist der L3 mit einem Oxidationskatalysator ausgestattet. In Planung war des Weiteren ein Modell mit auf 81 kW (110 PS) erhöhter Motorleistung. Letztlich realisiert wurde das Modell L3s mit 103 kW (140 PS) Motorleistung.

### Maße und Gewichte
Bei einem Radstand von 2400 mm und einer Spurbreite von 1490 mm beträgt die Fahrzeuglänge 3980 mm, die Fahrzeugbreite 1740 mm und die Fahrzeughöhe 985 mm. Der Hersteller gibt das Leergewicht mit 670 kg bzw. 705 kg für das Sportmodell an.

### Fahrleistungen
Der Zato L3 erreicht eine Höchstgeschwindigkeit von 200 km/h, der L3s eine Höchstgeschwindigkeit von 220 km/h. Die Beschleunigung von 0 auf 100 km/h ist mit 7,5 Sekunden beziehungsweise 6,9 Sekunden für das Sportmodell angegeben. Zato gibt den Kraftstoffverbrauch auf 100 km mit 3,4 Litern beziehungsweise 3,9 Litern für das Sportmodell an. Der Tankinhalt beträgt 65 Liter, mit einer Reichweite von 2000 Kilometer.

### Neupreis
Der Neupreis für den L3 betrug anfangs 128.000 DM und später 155.000 DM für das Basismodell. Der L3s sollte 185.000 DM kosten.